# Storia dell'omosessualità nel mondo antico

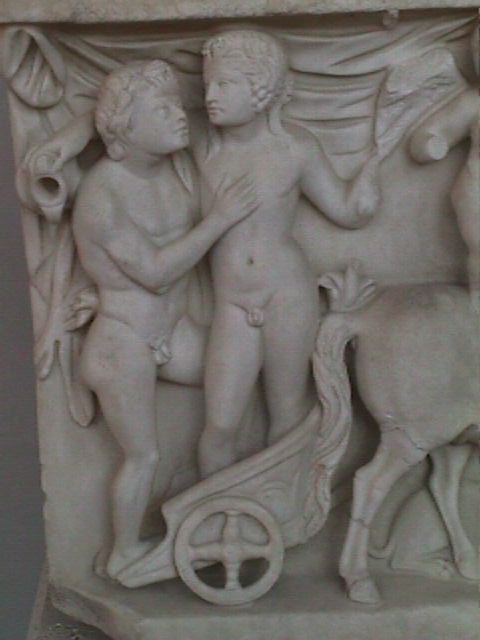
Sarcofago romano. Bacco, ubriaco, si appoggia su un satiro con affetto cercando sostegno.

Il termine omosessualità risale alla seconda metà del XIX secolo, pertanto non sarebbe tecnicamente valido utilizzarla per studiare i periodi precedenti, soprattutto per quanto riguarda le epoche antiche in cui non vigeva né storicamente né socialmente ancora alcuna opposizione tra eterosessualità e omosessualità come antitetica ad essa; il dato discriminante era invece costituito in maniera essenziale dal ruolo assunto all'interno del rapporto sessuale, cioè l'essere attivo e passivo nel sesso: normalissimo per un uomo antico era il desiderare sia una donna che un ragazzo, essendo importante solo assumere di necessità il ruolo attivo-maschile.
Tra i modelli d'interpretazione storica oggi più comunemente accettati sono quelli che si basano sui lavori del britannico Kenneth Dover (col suo L'omosessualità nella Grecia antica, 1978) e del francese Michel Foucault (1926-1984); nella sua Storia della sessualità; quest'ultimo sostiene che il concetto di omosessualità non sia mai esistito - almeno come lo si intende oggi - nel mondo antico, in quanto non ci si definiva in base a criteri naturali o ideologici (di identità di genere o differenza sessuale), ma invece in base a criteri eminentemente sociali, vale a dire l'equilibrio tra l'utilizzo di un'altra persona per il proprio piacere sessuale e la sua posizione all'interno della struttura sociale predominante.
Questa teoria-corollario rimane però da alcuni ancora parzialmente e fortemente contestata: sostanzialmente da John Boswell (già nel 1994) e poi, più recentemente, anche dal giornalista televisivo James Davidson (nel 2007).

## Pertinenza di una categoria "omosessualità" applicata all'antichità
La civiltà greca del periodo classico è una civiltà di uomini. Per ciò che concerne le donne, Pericle nel discorso funebre dice tutto con le parole: esso sono le migliori quando fra gli uomini si parla di loro il meno possibile. I rapporti erotici degli uomini con i giovani erano, in un grado non accessibile alla nostra comprensione, il necessario ed unico presupposto di ogni educazione virile. (...) Le donne non avevano altro compito che quello di generare corpi belli e pieni di forza, (...). Ciò mantenne la civiltà greca relativamente così a lungo giovane
Lo storico Régis Révenin presenta a tal proposito due teorie in conflitto: i costruzionisti o nominalisti (la grande maggioranza) e gli essenzialisti (o cosiddetti più "realistici"), il cui rappresentante più famoso era John Boswell. Il punto di vista essenzialista afferma che le categorie di "omosessualità " ed "eterosessualità" vengono utilizzate per riflettere una realtà senza tempo ed universale; queste categorie esistono in natura e gli esseri umani non hanno fatto altro che riconoscerne solo l'ordinamento esistente nella propria attualità storica e dar loro un nome appropriato: esse sarebbero allora il risultato della scoperta umana, non di un'"invenzione linguistica" umana.
Al contrario, la posizione costruzionista sostiene che queste categorie non sono affatto sempre esistite, ma che invece si sono in un certo qual modo evolute nel corso dei secoli. L'omosessualità largo sensu ovviamente esisteva prima dell'invenzione e della diffusione della terminologia identificativa relativa all'"omosessualità" nella seconda metà del XIX secolo; tuttavia, l'omosessualità in senso stretto, definita come una delle forme storiche che hanno spianato la sessualità e l'emotività amorosa tra uomini a partire dal tardo '800 - e mettendo in evidenza un'"identità" nuova e specifica di modalità sessuale da presentare al potere discorsivo via via della medicina, della polizia, della giustizia e della Chiesa - è molto probabilmente nata proprio nel corso del XIX secolo.

## Testimonianze di pratiche omosessuali nelle antiche civiltà

### Egitto

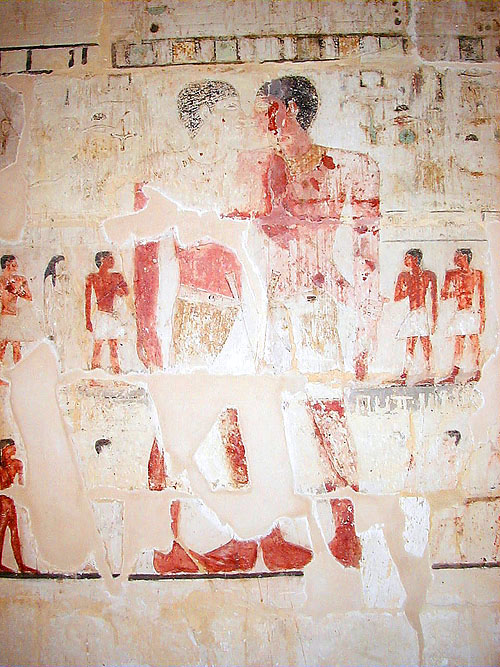
Affresco murale raffigurante Khnumhotep e Niankhkhnum all'interno della loro sepoltura comune.
Il rapporto tra i due proprietari della tomba non è chiaro; essi possono essere stati amici, fratelli, gemelli identici o finanche amanti: entrambi mantengono i titoli di "profeta di Ra" e "Manicuristi della grande stanza reale" (ossia della famiglia del Faraone).
Risalenti alla V dinastia egizia, i due vengono ritratti qui in un tenero gesto di affetto, sfiorandosi il naso come approccio al bacio.

Sono stati scoperti diversi manoscritti che elencherebbero una serie di pozioni magiche che avrebbero dovuto facilitare e catturare l'amore tra donne, mentre altri sembrerebbero a tutti gli effetti canzoni romantiche rivolti a partner dello stesso sesso. Ciò secondo l'egittologo statunitense Greg Reeder in vari numeri di KMT, una rivista dedicata all'antico Egitto.
Alcuni faraoni hanno avuto rapporti molto speciali con i loro capi militari, il più conosciuto dei quali è sicuramente Pepi II: egli sembra abbia anzi avuto una duratura relazione con uno dei propri generali, che andava a visitare di nascosto ogni notte (il tutto arricchito anche da narrazioni letterarie posteriori).
Dalla religione egizia poi veniamo a sapere che il dio delle terre desertiche Seth aveva tentato di sedurre il nipote Horus ("Il lontano") trascinandolo nel suo letto, questo nel tentativo poi di metterlo in ridicolo davanti agli altri dèi per aver assunto il ruolo passivo all'interno del presunto rapporto erotico-incestuoso: per gli Egizi, difatti, le divinità, i membri dell'aristocrazia, la famiglia reale-principesca e la casta nobile tutta dovevano sempre avere un ruolo sessuale attivo-maschile.
Sono indicate anche unioni omosessuali o di tipo transessuale tra certi dèi e dee. Non è stato ritrovato invece nessun esplicito divieto nei riguardi dell'omosessualità in alcun tipo di documento papiraceo o in scrittura geroglifica; di contro vi è un accenno di condanna nei confronti dello stupro o violenza sessuale commessa da uomini nei confronti di altri uomini o ragazzi.
Nel 1964 gli archeologi trovarono a Saqqara una tomba appartenente a due servitori maschi della corte reale di nome Khnumhotep e Niankhkhnum e, talvolta, presentati come essere degli amanti-fratelli: all'interno della loro tomba si trova un affresco raffigurante una scena intimamente tenera tra i due, strettamente abbracciati difatti si sfregano reciprocamente il naso. Per togliere ogni possibile dubbio di sorta si trova anche il seguente epitaffio: «Khnumhotep e Niankhkhnum hanno vissuto assieme e si sono amati con passione per tutta la vita».

### Mesopotamia
Per alcuni studiosi (T. Yakobsen) il mito di Gilgamesh fa riferimento alla sua natura bisessuale.

I due sogni di Gilgamesh che fanno riferimento alla venuta del futuro amico Enkidu mettono in risalto l'amore provato e il desiderio sessuale placato
«239 Lo amai e come una moglie placai (il mio desiderio) con lui;»

### Hittiti e Asia minore
In Frigia ha origine il mito che narra dell'amore tra Agdistis e Attis: il giovane Attis stava per sposare la figlia del re Mida ma Agdistis nella sua folle gelosia ne provoca l'evirazione, così dalle gocce di sangue che cadono nel terreno spunterà un fiore. Diverrà così il paredro di Cibele, servitore eunuco che guida il carro della Dea ed accompagnato dal sacerdote "Gallo". Occorre notare che il motivo della castrazione o auto-evirazione è molto insolito per il mondo Greco, che l'ha sempre fermamente condannata, considerandola sempre un costume da barbari (identico giudizio che daranno poi anche i Romani).

### Assiria
Alcuni testi assiri fanno riferimento, tra le altre cose, anche alla prostituzione sacra maschile praticata all'interno del culto della Dea Ištar la quale tra l'altro assumeva a volte sembianze apparentemente da essere ermafrodita.

### Impero persiano
Lungo tutto il corso della storia dell'Impero persiano le pratiche omosessuali sono ampiamente documentate, in particolare quelle tra un uomo adulto con un eunuco adolescente, reso tale appositamente per essere e diventare il "favorito imperiale"; Quinto Curzio Rufo giunge a dire che quel popolo «è talmente abituato ai ragazzi, da non riuscire più a servire le donne».

Sono conosciute soprattutto le storie amorose e sessuali del Gran Re Dario III col giovane Bagoas, il quale sarà in seguito anche uno degli amanti di Alessandro Magno nel corso del suo lungo viaggio di conquista fino ai limiti estremi del mondo allora conosciuto; ma anche quella di Artaserse II di Persia con un ragazzo di nome Tiridate. Alessandro Magno è legato anche strettamente ad Efestione, generale macedone facente parte degli "hetaroi", descritto come il suo amante di gioventù.

### Terra d'Israele

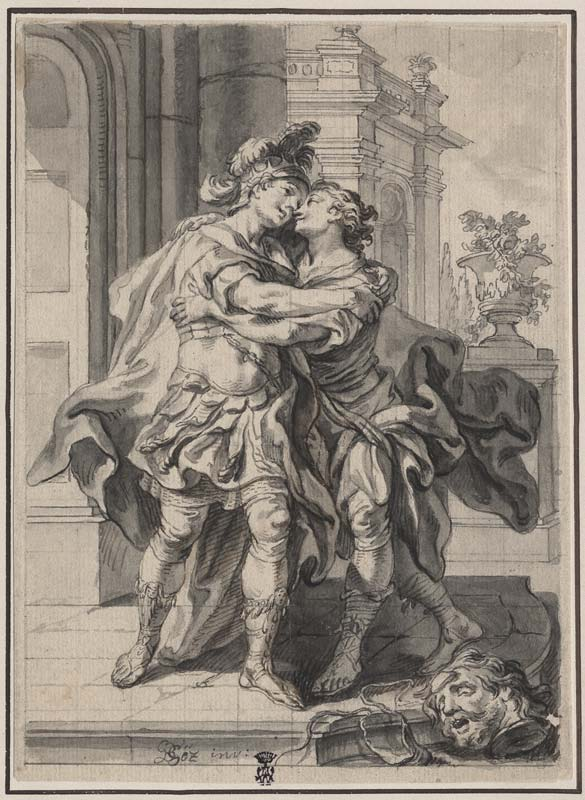
Il principe Gionatan abbraccia felice l'adolescente Davide dopo che questi ha trionfato sul campione dei Filistei Golia, la cui testa appare a terra spiccata dal busto, accanto alla fionda utilizzata per abbatterlo. Gottfried Bernhard Göz.

I popoli che hanno preceduto quello ebraico nella sottile striscia di terra tra il fiume Giordano e il Mar Mediterraneo (i filistei fra tutti), sembrano aver praticato rituali di prostituzione sia femminile che maschile al servizio del dio Baal (in lingua ebraica בָּעַל-Báʿal ed il cui significato principe è quello di "Signore") e di Astarte-(עשתרת), una Dea il cui culto proveniva dai vicini fenici: la Sacra Bibbia condanna fermamente tutte queste pratiche che definisce essere un profondo segno di idolatria. La città di Babilonia finirà per essere descritta a tal proposito nel cosiddetto libro dell'Apocalisse di Giovanni come una "grande prostituta".
Sotto il regno di Roboamo comunque, il figlio del più saggio tra tutti i re Salomone, vi sono testimonianze le quali riportano il fatto che la prostituzione maschile fosse ufficialmente accettata e praticata nel paese. La condanna del Levitico sembra coinvolgere l'eventuale rapporto sessuale tra uomini, mentre nulla vien detto a proposito delle donne.
A parte la fonte di tipo religioso data dai testi divenuti col tempo l'Antico Testamento, non viene mai affrontata la questione delle relazioni omosessuali: secondo John Boswell le ostilità e i pregiudizi del giudaismo relativi all'omosessualità possono essere spiegati con l'intima relazione ch'essa ha sempre avuto con le religioni misteriche e il rito di fertilità pagani e la pratica della già citata prostituzione sacra delle tribù e popolazioni avversarie filistee prima e babilonesi poi. Lo studioso Alain Daniélou ci dice che neppure l'antico Regno di Israele è stato esente nel corso della sua storia dalla prostituzione sacra di marca pagana, sia femminile che maschile.

I testi biblici narrano poi diffusamente anche della tenerissima amicizia tra il futuro secondo re d'Israele, l'ex pastorello di Betlemme Davide e Gionatan (in ebraico: יְהוֹנָתָן / יוֹנָתָן "che Dio ha dato"), il maggiore dei figli del primo re Saul (1079-1007 a.C.): 
 Dopo la morte di quest'ultimo in battaglia Davide lancia alti lamenti:
 Pratiche omosessuali sembrano poi essere esistite anche in epoca romana, come riportato dallo storico ebreo Flavio Giuseppe parlando dei religiosi fanatici rivoluzionari, gli zeloti, durante la loro disperata resistenza contro le truppe dell'esercito romano che avevano posto sotto assedio Gerusalemme durante la grande rivolta detta prima guerra giudaica del 66-70 e seg.: 

### Fenici
In varie iscrizioni fenicie, di cui una proveniente da Cipro i "sacri prostituti maschi" del tempio di Afrodite vengono definiti cani.

### Grecia

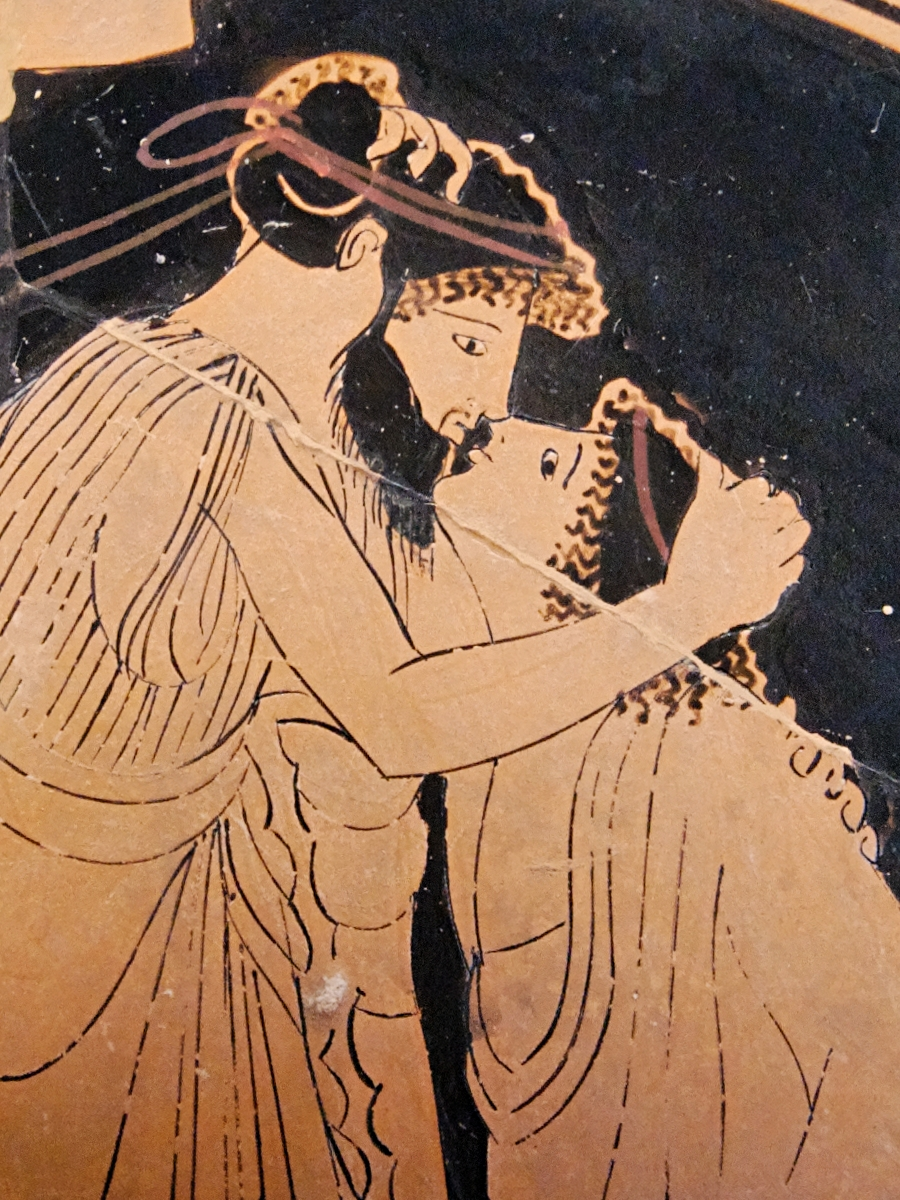
Un Erastès ed il suo Eromenos mentre si scambiano un bacio: il primo è un adulto barbuto più alto, mentre il secondo è un giovinetto imberbe più basso. (480 a.C. circa)

La distinzione tra eterosessualità ed omosessualità era perfettamente sconosciuta nell'Antica Grecia dove i cittadini vivevano una vita molto spontaneamente ed intimamente bisessuale, con diverse preferenze individuali. Plutarco dice a tal proposito: «…colui che ama la bellezza umana sarà favorevolmente disposto sia verso quella maschile sia verso quella femminile… Gli uomini devono prendere esempio dagli Dèi (che amano entrambi)».
La mitologia greca riflette la normalizzazione delle loro divinità omosessuali corrispondenza con i loro amati: Zeus rapisce Ganimede di cui è rimasto letteralmente folgorato; l'amore di Eracle nei confronti del nipote Iolao è stato celebrato con un festival annuale (un "Iolaleia") in territorio di Tebe; l'amore di Apollo verso il principe Giacinto venne celebrato a Sparta; l'eroe degli Achei Achille è anche presentato con il suo amante Patroclo, mentre Orfeo amava Calaide, che le donne di Tracia uccisero guidate dalla furibonda gelosia provata: ma vi sono anche molti altri esempi.

Per Zenone di Cizio, fondatore dello stoicismo antico, si dovrebbero scegliere i propri partner sessuali non in base al loro sesso, bensì in base alle loro qualità personali..

Le antiche testimonianze riguardanti la pederastia si distinguono nettamente dall'idea moderna del concetto di omosessualità. Questo modello di rito sociale istituzionalizzato, che era pedagogico e sessuale ad un tempo, visse molto a lungo, dall'epoca della civiltà minoica (2700 a.C.) fino almeno alla caduta dell'Impero romano d'Occidente nel 476: nelle forme più arcaiche viene presentata come maniera riconosciuta per formare le élite aristocratiche; mentre verso gli ultimi tempi fu accusata d'esser divenuta un'accozzaglia di pratiche vergognose quanto basate principalmente sul piacere sessuale e non invece su un rapporto casto e per lo più spirituale.

Il battaglione sacro (ἱερὸς λόχος / hiéros lokhos) di Tebe è stato l'esempio più eclatante di corpo d'élite di combattenti composto unicamente da coppie maschili unite da una relazione amorosa omosessuale: il gruppo era costituito da 300 uomini soprannominati "gl'immortali" che si coprì di gloria per più di un trentennio. Plutarco afferma che il suo fondatore fu il comandante tebano Gorgida; accampato nella rocca Cadmea era inizialmente composto da 50 coppie, poi portate a 150, mantenuti interamente a spese della polis.

#### Lesbismo nel mondo Greco

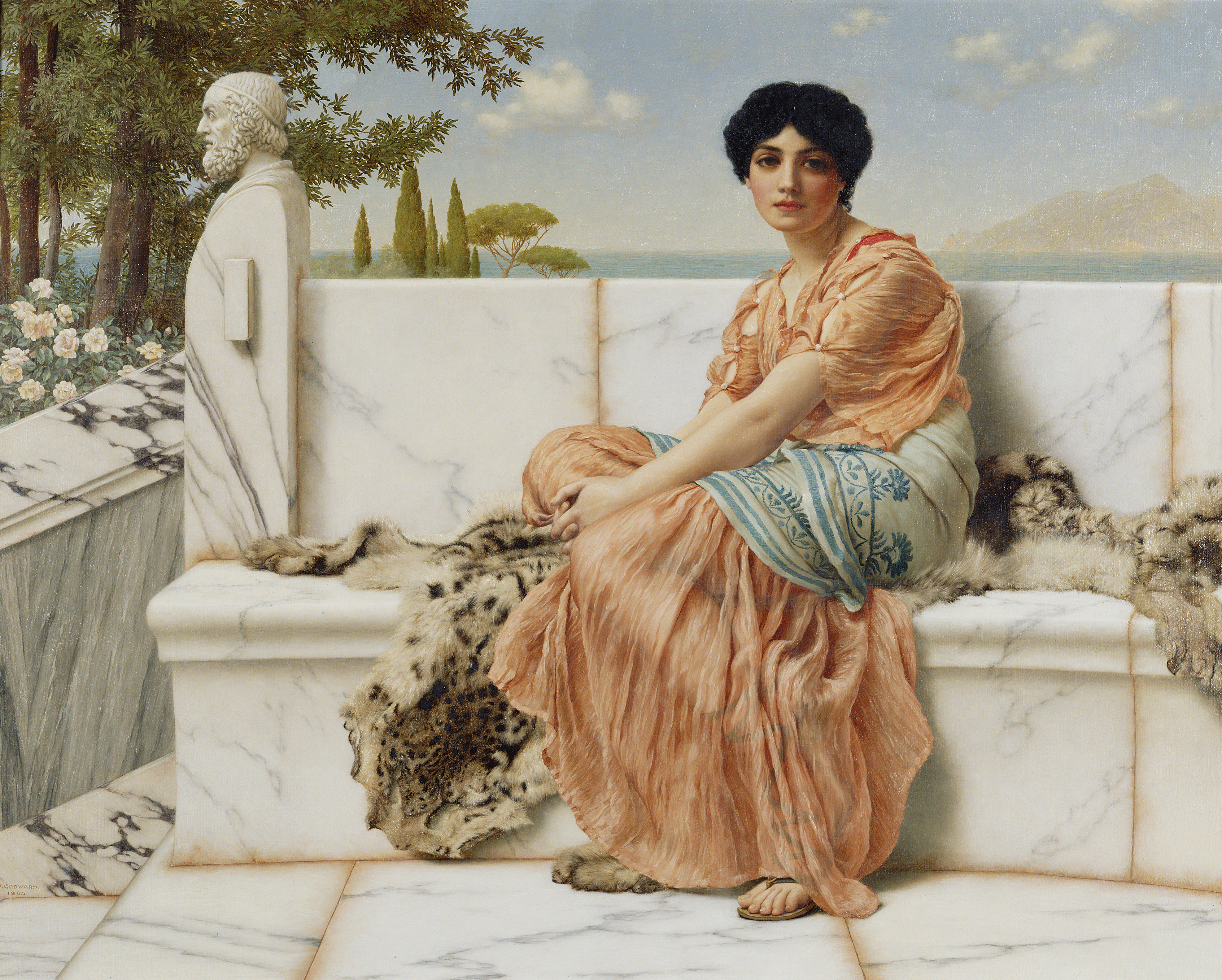
Saffo di Mitilene con, alla sua sinistra, il busto di profilo di Omero. Dipinto di John William Godward, 1904

Nel VII secolo a.C. sull'isola di Lesbo la poetessa Saffo canta con note struggenti l'amore tra donne; ma già Omero più di un secolo prima nell'Iliade aveva raccontato le imprese virili del popolo tutto femminile chiamato Amazzoni, una nazione composta interamente da donne guerriere che viveva senza uomini fin dai tempi precedenti alla guerra di Troia: 
 Questa tradizione sembrerebbe provenire dalla Tracia, dalla Scizia, dalla Colchide (terra della tragica figura della mitica Medea) o in alternativa dalle ragioni del Caucaso nei pressi del Mar Nero, mentre Platone le riferisce ai Sarmati iranici.

### Regno di Macedonia
In maniera del tutto simile a come veniva espresso nel mondo delle polis a Sud del Monte Olimpo, anche nell'antico Regno di Macedonia l'amore tra persone di sesso maschile era molto diffuso ed è stato fin dall'inizio largamente accettato dalla società civile. In perfetta analogia con le pratiche messe in atto nella penisola Greca, anche qui «molti uomini creavano e poi mantenevano legami intensamente emotivi con giovani e ragazzi; non venendo per principio giudicati dal fatto che tal rapporto potesse aver o meno anche una componente sessuale».
In tutto il mondo ellenistico era poi anche manifestamente diffusa una nozione di pederastia a forte stampo pedagogico (intercorrente cioè tra maestro e allievo): intesa nella sua connotazione, a volte anche di tipo inclusivamente erotico, di rapporto tra un uomo libero adulto ed un ragazzo nel fiore dell'adolescenza anch'egli libero (ossia non in condizione si schiavitù) per tutto il periodo che va dal VI al III sec. a.C. nell'antica Grecia (e poi ben oltre i suoi confini fino alla formazione dell'impero romano). Ma in contrasto con la ferrea regola della pederastia ateniese in Macedonia erano anche più apertamente accettati anche i rapporti sentimentali che potevano esservi tra uomini adulti (ovviamente consenzienti).
Come nella Grecia continentale infine, tutte queste relazioni direttamente appartenenti ad una definizione di Omoerotismo erano soprattutto un fenomeno che riguardava la classe superiore (nobili, aristocratici, grandi guerrieri e principi): numerosi uomini di potere erano indicati aver legami consolidati di tipo omosessuale, tra cui il re Filippo II di Macedonia (assassinato dall'amante-guardia del corpo Pausania di Orestide) e il di lui figlio e futuro conquistatore del mondo, il già citato più volte Alessandro Magno.
Parti della nobiltà macedone erano raggruppati e organizzati in forma di "amici del re" (o "eteria") o del principe ereditario; tale sistema è stato uno degli elementi strutturali essenziali nella costituzione dell'esercito macedone nel V secolo a.C.. All'interno di questa società composta esclusivamente da maschi giovani, i compagni d'arme (e di branda) si chiamavano reciprocamente hetairoi (compagno-amico intimo); questo schema associativo ha svolto un ruolo di coesione e di integrazione civile/politica e militare.
La nobiltà macedone poteva anche essere molto meno discreta rispetto ai cittadini delle città-stato greche nel proprio modo di comportarsi: gli autori classici la descriveva volentieri come altamente affetta da effeminatezza, si vociferava che il re Archelao I di Macedonia baciasse sulla bocca il poeta Euripide quando questi si trovava ospite a corte. Al loro ritorno da una missione diplomatica gli ambasciatori ateniesi non risparmiarono graffianti parole e lazzi nei riguardi dell'omosessualità dei nobili macedoni, che chiamarono etere-prostitute e non hetairoi-compagni.

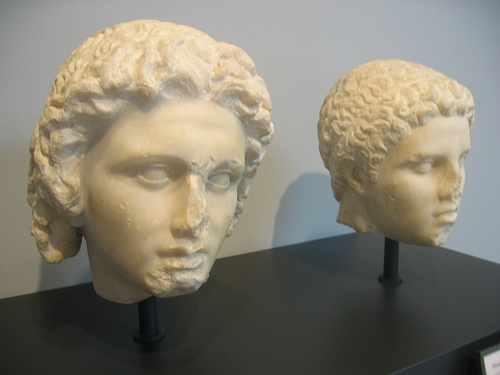
Busto di Alessandro e del suo amante Efestione

Lo studioso storico di lingua spagnola Pedro Barceló identifica i circoli della nobiltà macedone, soprattutto ai tempi di Filippo II, massicciamente intrisa e caratterizzata dai piaceri più estetici e sensuali, il che comprendeva anche l'amore tra maschi, il tutto alternato a battaglie con grandi spargimenti di sangue ed altrettanto grandi banchetti e bevute.
La prostituzione omosessuale e la promiscuità erano anch'esse un dato di fatto, anche se poi venivano respinte con sdegno dai diretti interessati come diffamatori.
La ricerca storica ha ampiamente riconosciuto che il re Filippo II, in aggiunta ai suoi numerosi rapporti amorosi con varie donne, non disdegnasse affatto i contatti sessuali con altri uomini, soprattutto cortigiani, intrattenitori e ballerini durante le grandi feste che realizzava a cadenza regolare a corte.
Successivi autori sia di lingua greca che latina, Marco Giuniano Giustino, Quinto Curzio Rufo e Ateneo di Naucrati riportano nei loro scritti le connotazioni indubbiamente erotiche che il figlio di Filippo, Alessandro Magno, intratteneva col nobile amico d'infanzia Efestione e in seguito col giovane cortigiano persiano Bagoas. La maggior parte dei ricercatori contemporanei ritiene molto fondate le ipotesi su relazioni amorose intrattenute da Alessandro almeno con questi due uomini, nonostante alcuni continuino a dubitarne.
La vita privata di Alessandro e Filippo è molto simile nella misura in cui, accanto a ricorrenti rapporti sessuali con altri uomini, entrambi avevano in parallelo più mogli e amanti di sesso femminile.

### Celti e Galli

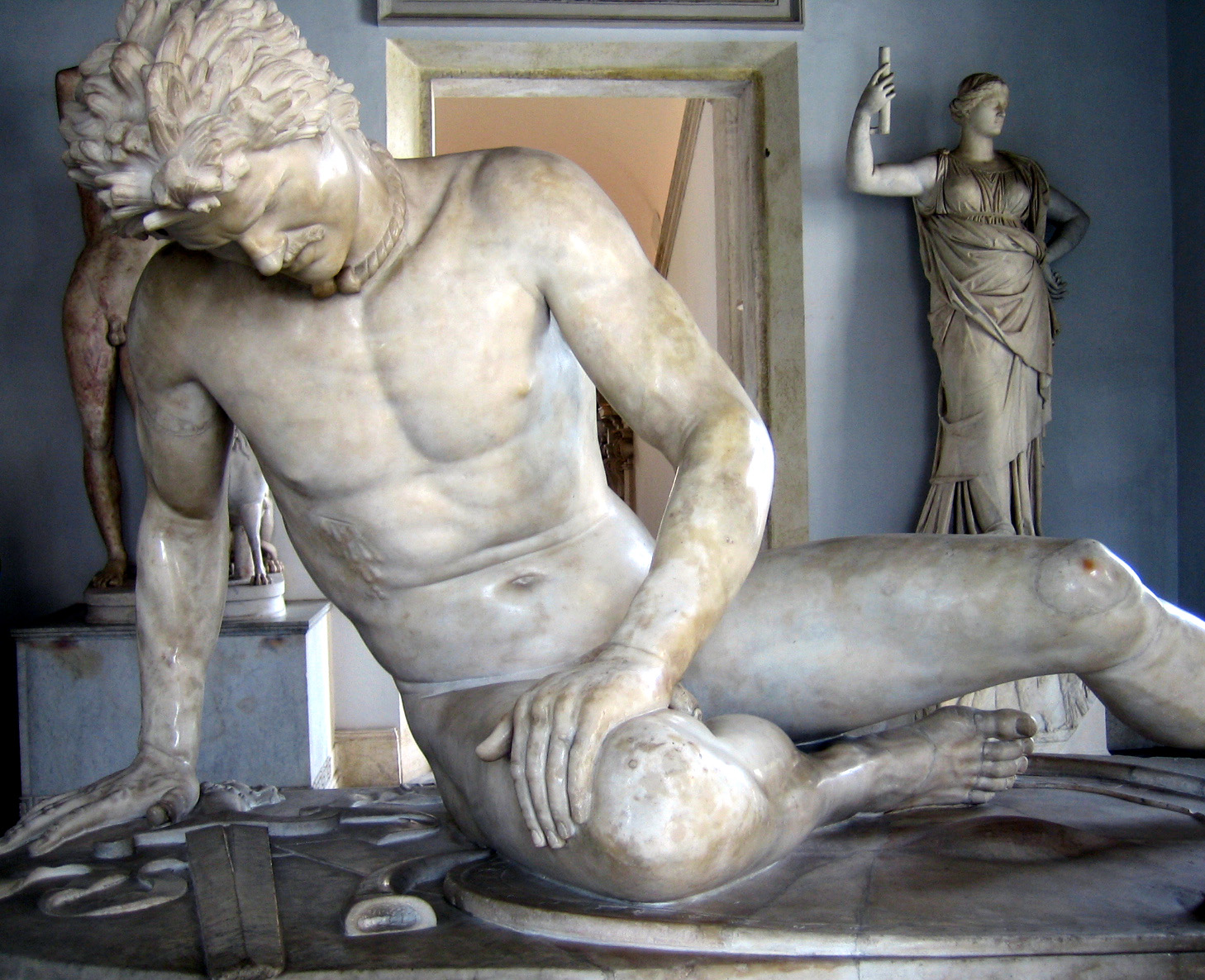
Il Galata morente, prigioniero gallico dei romani, 230-220 a.C.

Il saggista Didier Godard ci dice che «la civiltà celtica è caratterizzata da una libertà sessuale che comprende in sé anche le relazioni d'amore tra persone dello stesso sesso. In concetto di peccato in senso morale non esiste all'interno della loro cultura religiosa e le modalità di esistenza sono molto più libere in un sistema in cui è prevalente una società di tipo matriarcale».
La nudità maschile in ambito militaresco è del tutto naturale e spesso proprio durante le esercitazioni tra soldati nascevano e si mantenevano relazioni romantico-sentimentali tra uomini; questo almeno stando a testimonianze di autori greci quali Aristotele e Diodoro Siculo. I Celti amano passare di volta in volta su tre tipi di letti differenti (quelli di donne, uomini e ragazzi) ed il loro gusto per queste pratiche li porta a volte a trascurare le legittime mogli anche se molto belle.
Amano ed offrono facilmente i propri favori ad altri uomini e si sentono sinceramente offesi da un eventuale rifiuto, il che suggerisce che ignorano lo stigma associato in altre società all'omosessualità passiva.
L'opera del francese Bernard Sergent infine rapporta la società celtica alla tradizione iniziatica della pederastia greca, ritenuta essenziale per la formazione del giovane guerriero.

### Etruschi
Gli Etruschi sono stati variamente descritti come un popolo voluttuoso in cui non vi era alcuna differenza sociale tra uomini e donne. Lo storico dell'Antica Grecia Teopompo aggiunge che è del tutto normale per queste popolazioni tenere le donne in comune e che era permessa l'unione sessuale tra maschi. Lo studioso Ateneo di Naucrati descrive i ragazzi che si offrono gratuitamente e senza riserve agli altri uomini.
Gli scavi archeologici hanno inoltre portato alla luce numerosi affreschi che mostrano inequivocabili relazioni amorose tra uomini, come quelli presenti nella cosiddetta "Tomba del Tuffatore" di Paestum e nella parallela "Tomba dei Tori" nella necropoli dei Monterozzi.

### Roma

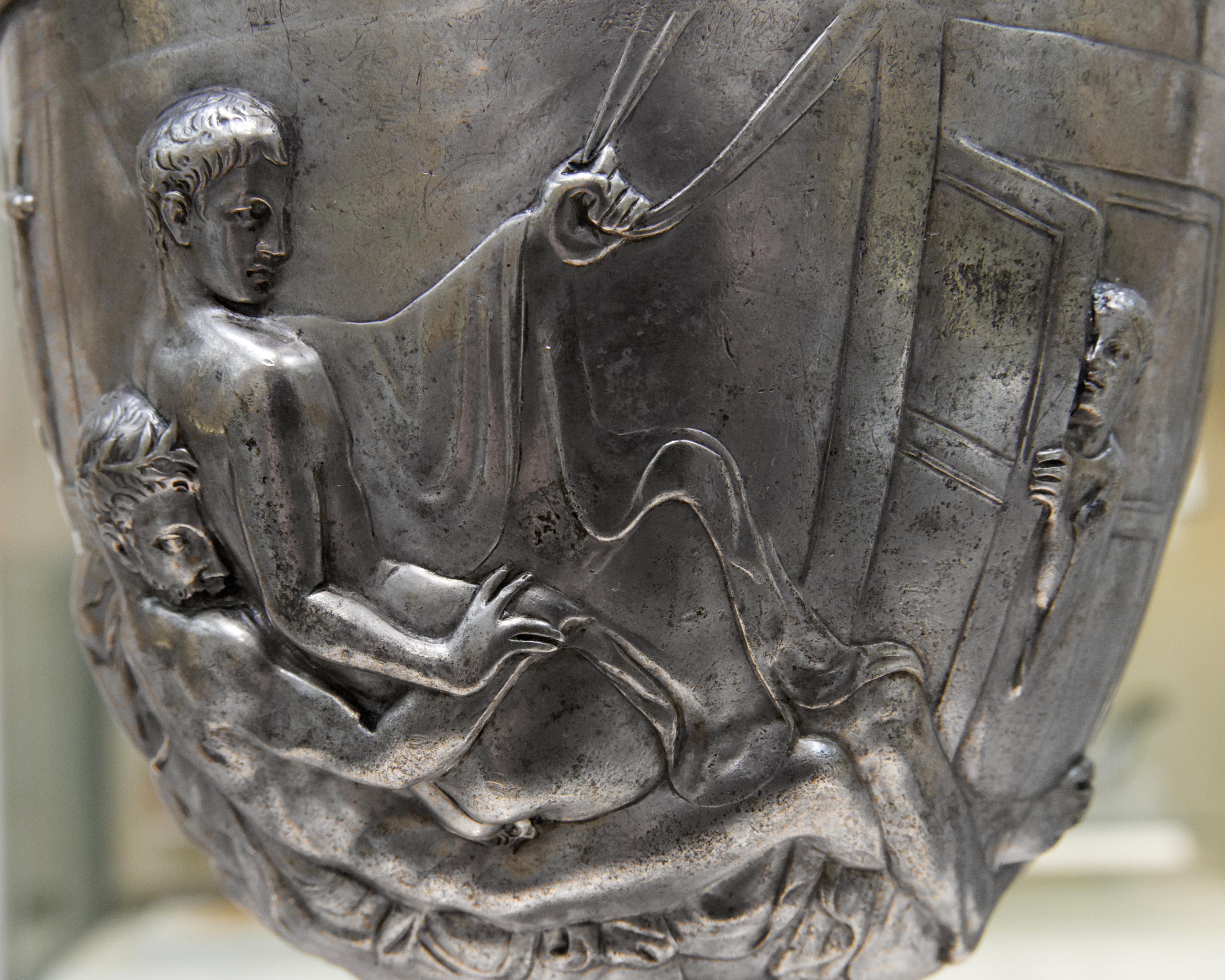
Particolare della Warren Cup.

Nella società romana le pratiche sessuali devono soddisfare determinate ed assai rigorose regole e costumi sociali: non si parla di "omosessualità" o "eterosessualità", in quanto queste distinzioni di preferenze sessuali non erano per nulla prevalenti in quel determinato momento storico. I romani sono bisessuali senza scrupoli, come afferma anche molto chiaramente la studiosa Eva Cantarella nel suo saggio storico-sociale Secondo natura. La bisessualità nel mondo antico.
Alcune pratiche sono considerate "contro natura", vale a dire in contrasto con gli usi sociali, ma non coprono l'idea dell'omosessualità in senso lato come viene attualmente interpretata; uno schiavo deve sottostare sempre e comunque ai desideri del suo padrone, mentre da par suo il liberto (lo schiavo affrancato) è moralmente tenuto a continuare a rendere questo servizio, anche solo per motivi di convenienza, al suo ex padrone. Il cittadino romano ha così il dovere di essere sempre e comunque prepotente, oltreché sessualmente attivo. Ciò che è visto come un problema da questo punto di vista per un cittadino romano è quello di subire passivamente - come fosse una femmina - il rapporto sessuale.

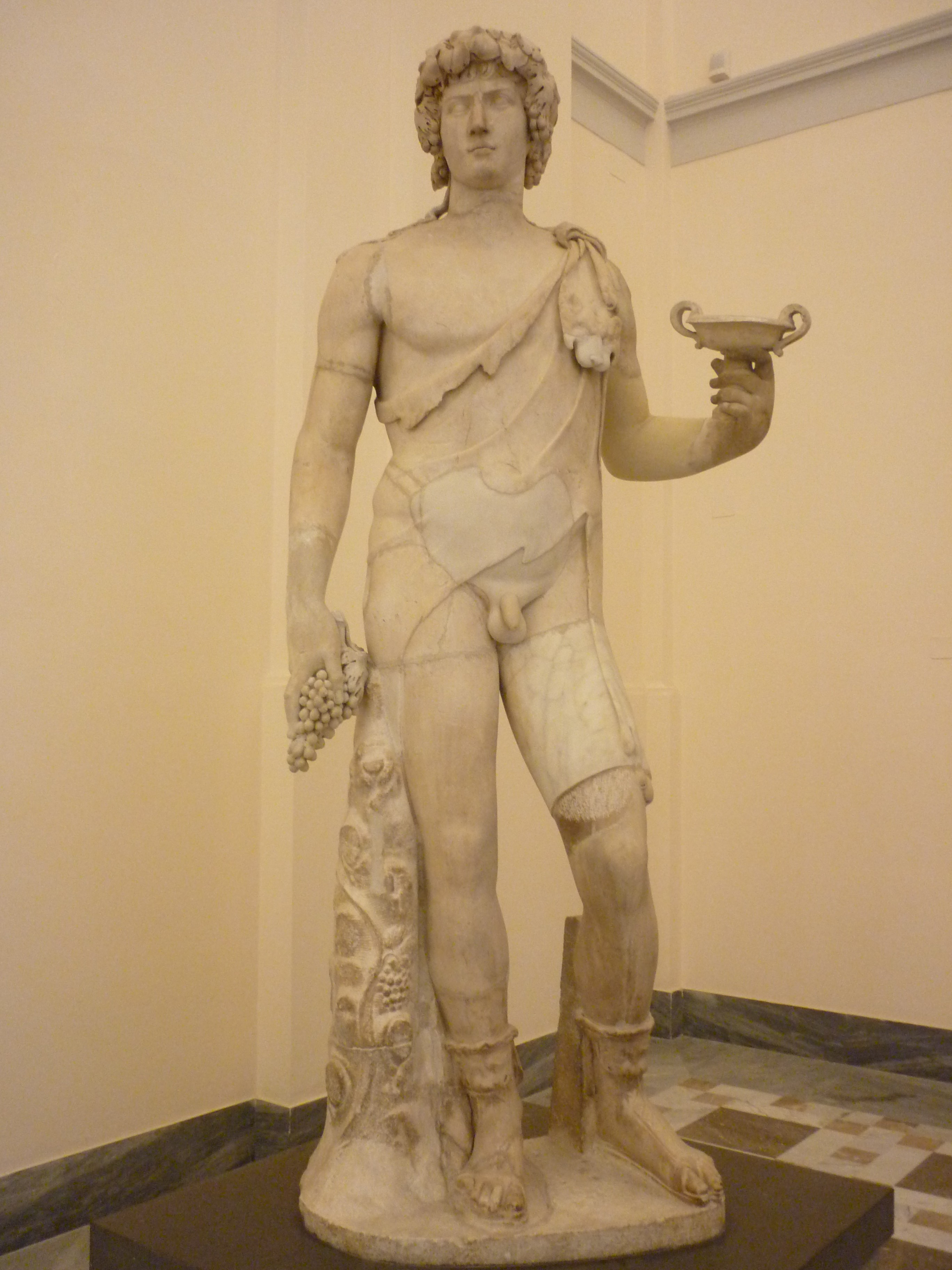
L'Antinoo-Bacco detto "Farnese", conservato al museo archeologico di Napoli.

Il grande statista nonché filosofo appartenente alla corrente dello stoicismo Marco Tullio Cicerone ha sia una moglie che un figlio, ma preferisce di gran lunga il fascino di Marco Tullio Tirone, il proprio giovane segretario e liberto preferito. Un altro filosofo stoico di poco seguente, Lucio Anneo Seneca, riassume la visione della sessualità nell'antica Roma in tali termini: «in aggiunta, è normale per un ragazzino di assumere un ruolo passivo (nel rapporto amoroso-sentimentale); la passività sessuale in un uomo libero è invece un crimine; mentre in uno schiavo un obbligo ed infine in un liberto un servizio (da rendere all'ex-padrone che l'aveva precedentemente comprato ed in seguito affrancato)».
Il poeta latino Gaio Valerio Catullo ha scritto nel suo Liber molte poesie dedicate al suo bellissimo quattordicenne Juventius-Giovenzio di cui era evidentemente innamoratissimo: "Se i tuoi occhi dolci come il miele, Juventius, hanno lasciato posare i miei baci implacabili, vorrei metterne trecentomila senza potersene sentire mai sazi".
Gaio Giulio Cesare è soprannominato "il marito di tutte le mogli e la moglie di tutti i mariti". Sempre Cicerone si riferisce a tal fatto occorso nella prima giovinezza del futuro condottiere ed allora ambasciatore, quando ebbe una quantomai chiacchierata serie di rapporti basati sull'omoerotismo col sovrano Nicomede IV del regno di Bitinia (82-81 a.C. circa): "ordinò alle sue guardie di condurre Cesare nella sua stanza e sul suo letto d'oro rivestito di porpora".
Nei primi secoli dell'Impero Romano, le pratiche sessuali diventano sempre più libere. L'imperatore romano della dinastia giulio-claudia Nerone prende pubblicamente uno dei suoi schiavi adolescenti di nome Sporo come proprio legittimo coniuge. Dopo il suicidio di Nerone, Sporo vivrà con uno dei successori Otone.
L'imperatore del II secolo Publio Elio Traiano Adriano subì potentemente l'amore nei confronti di Antinoo, giovane greco nativo dell'attuale Bolu in Bitinia (allora "Claudiopoli") e ne fu ricambiato con passione e devozione. Dopo che al giovane amato accade l'incidente di annegare nel Nilo, Adriano innalzerà Antinoo in apoteosi concedendogli un ruolo di glorificazione da semidio ed erigendo un tempio ed una città (Antinopoli) in sua memoria. Per più di 200 anni si fecero celebrare in tutto l'Impero delle festività e giochi pubblici in memoria dello splendido ragazzo, con coniazione di monete, medaglioni portafortuna, deificazione con le figure di Dioniso e Osiride, oltre a centinaia di statue e busti sparpagliati ai quattro angoli del mondo romano.
Più tardi, il giovane imperatore di origini siriache Eliogabalo, che aveva una spiccata preferenza nei confronti del ruolo passivo omosessuale, «… mandò con ira in esilio il giurista che aveva proposto di far punire tutti quei cittadini colpevoli di una stessa condotta».

### Sciti
Secondo Erodoto (IV-67) tra gli Sciti vi sono molti veggenti o "predittori del futuro" detti Enar, termine traducibile con effeminato: la loro arte di indovini si sarebbe trovata sotto la protezione della Dea Afrodite. Questo passaggio testuale ha provocato una vasta letteratura e di confronto con le tradizioni dello sciamanismo tra i diversi popoli dell'antichità.

### Germani
Il filosofo greco del II secolo Sesto Empirico, parlando di sodomia, osserva: «le tribù dei germani, essi dicono, che l'atto non è vergognoso, ma è anzi uno dei fatti più comuni». Procopio di Cesarea cita l'usanza dell'omosessualità rituale e della sodomia all'interno della tribù degli Eruli.
Parlando delle tribù germaniche dei Taifali, Ammiano Marcellino (IV secolo) afferma che un uomo ha rapporti sessuali con i ragazzi, che terminano solo quando il giovane «cresciuto, dimostra di aver la capacità di catturare o uccidere un cinghiale enorme o un orso». In questa specifica descrizione si può intravedere il collegamento con il costume del rito di iniziazione (transizione da una classe di età a quella seguente) del tutto similare a quello presente anche nella pederastia cretese della civiltà minoica.
Secondo invece l'opera De origine et situ Germanorum di Tacito, che parlava della purezza degli antichi germani in un'epoca storica in cui l'antica Roma era assuefatta dalla degenerazione, l'omosessualità nelle tribù dei germani era punita con la pena di morte.

## Asia meridionale e orientale
Le Manusmṛti o "Leggi di Manu", il lavoro fondamentale della legge indù, menziona un "terzo sesso", i cui membri possono impegnarsi in espressione di genere non tradizionale oltre che in attività omosessuali.

### India
Alcuni Dharmaśāstra contengono indicazioni per punire molto severamente chi commette atti di sodomia, compresa l'espulsione dalla propria casta di appartenenza originaria; altri sono limitati invece ad una molto più semplice multa.
Tuttavia, il Kāma Sūtra di Vatsyayana (III secolo), contiene una descrizione dettagliata di auparishtaki (sesso orale con un eunuco). Secondo i testi inerenti vi sono otto tappe da percorrere tra cui il "morso", "bacio", "sfregamento", "succhiare" ed infine "assorbimento": «alcuni uomini compiono auparishtaku con giovani servi indossando ornamenti lucidi nelle orecchie».